# V404 Cygni
V404 Cygni je mikrokvasar a trojhvězdný rentgenový dvojhvězdný systém v souhvězdí Labutě. Zahrnuje černou díru o hmotnosti přibližně 9 M☉ a průvodce spektrální třídy K3 III s hmotností zhruba 0,7 M☉. Dvojici doplňuje třetí, vzdálená složka, díky čemuž jde o hierarchický trojhvězdný systém.

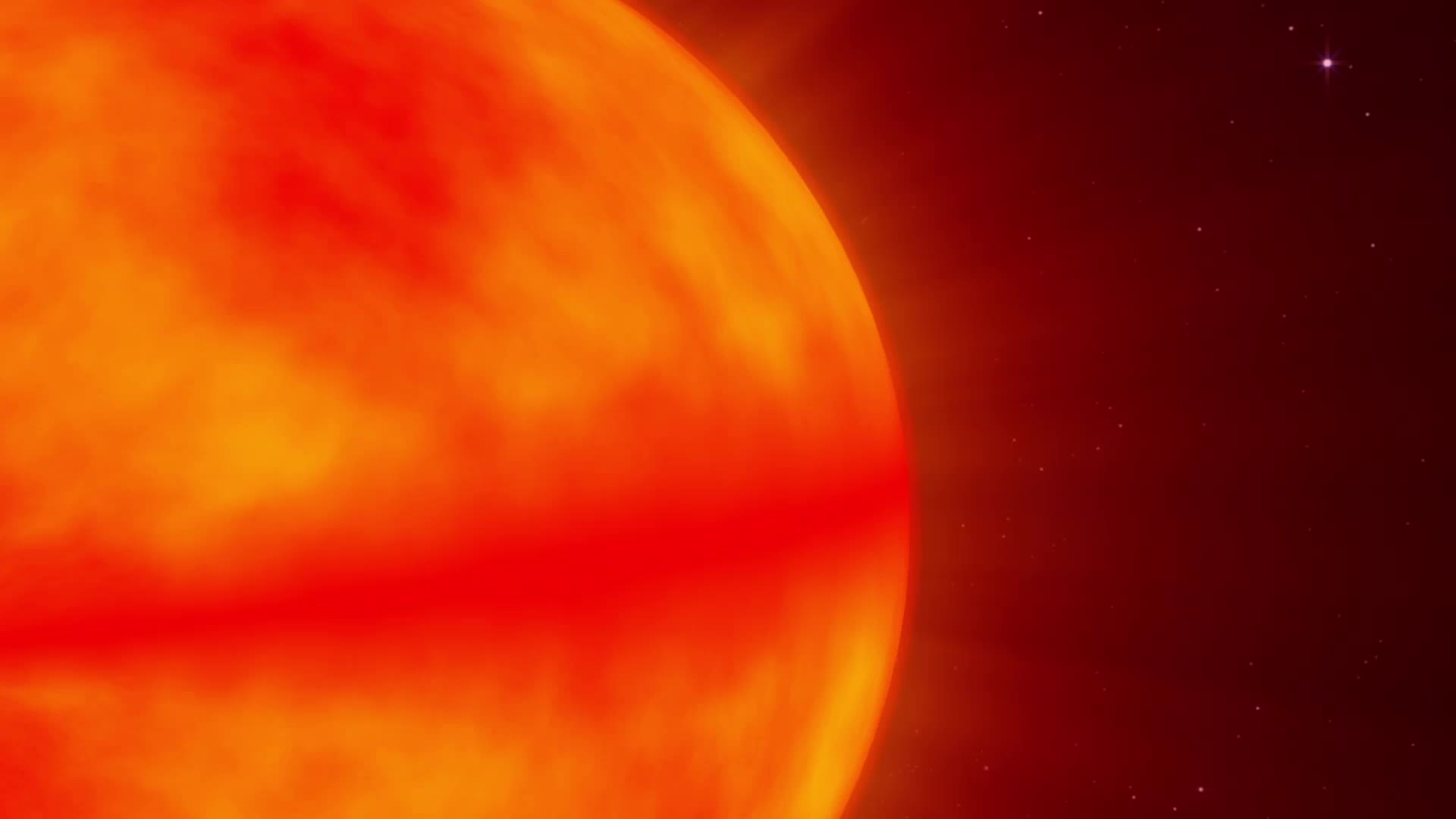
Další snímek systému V404 Cygni během vzplanutí v roce 2015 (NASA)

Charakteristickým jevem je intenzivní přenos hmoty z hvězdy do akrečního disku kolem černé díry. V404 Cygni je také známá tím, že při opakovaných vzplanutích (tzv. novách) prudce mění jasnost v různých elektromagnetických pásmech (viditelné světlo, rentgen, gama). V roce 2015 se dokonce stala dočasně nejjasnějším rentgenovým zdrojem na obloze – až padesátkrát jasnějším než Krabí mlhovina.

## Charakteristiky systému
- Černá díra (primární složka) má hmotnost asi 9 M☉ a nachází se ve vzdálenosti zhruba 7 800 světelných let od Země.[1] V roce 2009 byl tento objekt první černou dírou, u níž se podařilo přesně změřit paralaxu a tedy i vzdálenost metodou velmi dlouhé základny.[5]

- Sekundární složka je vyvinutá hvězda (pozdní G až rané K), z níž gravitační síly černé díry strhávají materiál do akrečního disku.[6] Hmotnost této složky se odhaduje kolem 0,7 M☉ a zářivost asi 10násobku zářivosti Slunce.[1]

- Třetí složka (terciární) byla identifikována v roce 2024 ve vzdálenosti přes 3 500 AU od vnitřního páru.[2] Pravděpodobně jde o vyvinutou hvězdu, která obíhá okolo vnitřní dvojhvězdy s periodou v řádu desítek tisíc let.

## Významná vzplanutí (novy)
- V404 Cygni byla poprvé zaznamenána jako Nova Cygni 1938.[7]
- V roce 1989 došlo k dalšímu jasnému vzplanutí. Japonský satelit Ginga tehdy objevil nový rentgenový zdroj GS 2023+338, který se ukázal být právě V404 Cygni.[8]
- Nejvýraznější erupce 21. století proběhla v roce 2015, kdy se V404 Cygni stala dočasně nejjasnějším rentgenovým objektem na obloze.[3][4] Zjasnění doprovázely prudké změny jasnosti na škále minut až hodin, a dokonce i rychlé kmity výtrysků (tzv. jetů), což je často interpretováno jako důsledek Lense–Thirringovy precese v okolí černé díry.[9]